# Festival Internacional de Cine y Arquitectura
El Festival Internacional de Cine y Arquitectura (FICARQ) es el primer festival de España y de la península ibérica, dedicado a explorar las interrelaciones entre el lenguaje arquitectónico y el lenguaje fílmico y, asimismo, ha focalizado su interés en la dirección artística, el diseño de producción y las nuevas tecnologías. Lleva celebrándose de forma anual desde 2013 siendo 2024 su XII edición que se celebrará en Madrid. Su fundadora y directora es Ana María Álvarez Muriel.
El FICARQ está integrado en la red internacional de festivales de cine y arquitectura, y en pasadas ediciones ha contado con la presencia y el apoyo de reconocidas personalidades de los dos ámbitos, como Jord Den Hollander (arquitecto, fundador y director del Festival de Cine y Arquitectura de Róterdam) padrino del Festival; los arquitectos Richard Levene (arquitecto y codirector de la revista de arquitectura El Croquis), Antonio Ortiz, Fuensanta Nieto, José Selgas (arquitecto), Alejandro Zaera-Polo, Juan Carlos Sancho Osinaga y Sol Madridejos, Eduardo Arroyo, Cristina Díaz Moreno y Efrén García Grinda (amid.cero9), el también arquitecto y economista Alfonso Vegara (Fundación Metrópoli) y los profesores de las Escuelas de Arquitectura de Barcelona (ETSAB) y Granada (ETSAG) Antonio Pizza y Juan Calatrava; también los directores Andréi Konchalovski, Carlos Saura, Fernando Colomo y Juan Sebastián Bollaín, el director de arte norteamericano John Bell y los españoles Arturo Biaffra García y Patrick Salvador; las actrices y actores Rossy de Palma, Terele Pávez, Macarena Gómez, Juanjo Puigcorbé, Cayetana Guillén Cuervo, Aitana Sánchez-Gijón y el también director Zoe Berriatúa, entre otros.
El Festival es producido desde el año 2013 por su Fundadora y dirigida por Ana María Álvarez Muriel,  Además del Festival, la productora edita la publicación especializada CA Magazine, y realiza otros proyectos, exposiciones y eventos culturales, como su participación en el Milano Design Film Festival (dentro de La Triennale de Milán), o el proyecto VRPolis de Ana María Álvarez Muriel y seleccionado como representante de España en la primera London Design Biennale.

## Historia

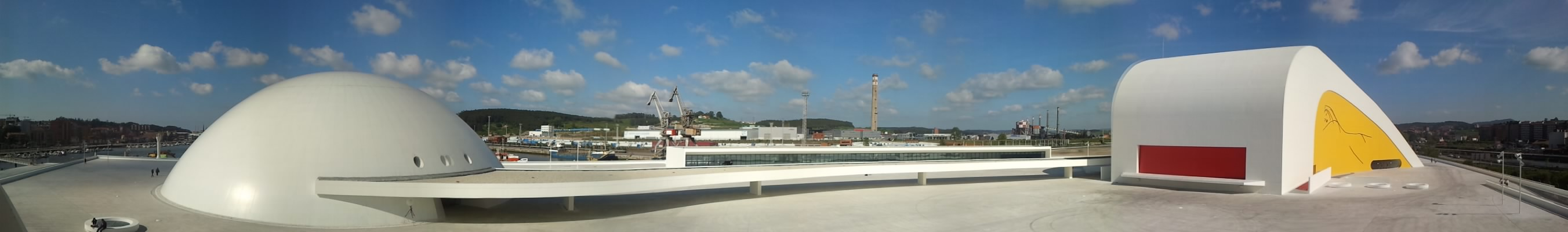
Centro Cultural Internacional Oscar Niemeyer

Nació de iniciativa privada en la ciudad asturiana de Avilés, en la que se encuentra el Centro Niemeyer la única obra arquitectónica en España del aclamado arquitecto brasileño Oscar Niemeyer. Las dos primeras ediciones (2013 y 2014) se celebraron en Avilés, mientras que la tercera (2015) se celebró en Oviedo y la cuarta (2016) en Santander (Cantabria), repartiéndose por varias localizaciones de las ciudades.

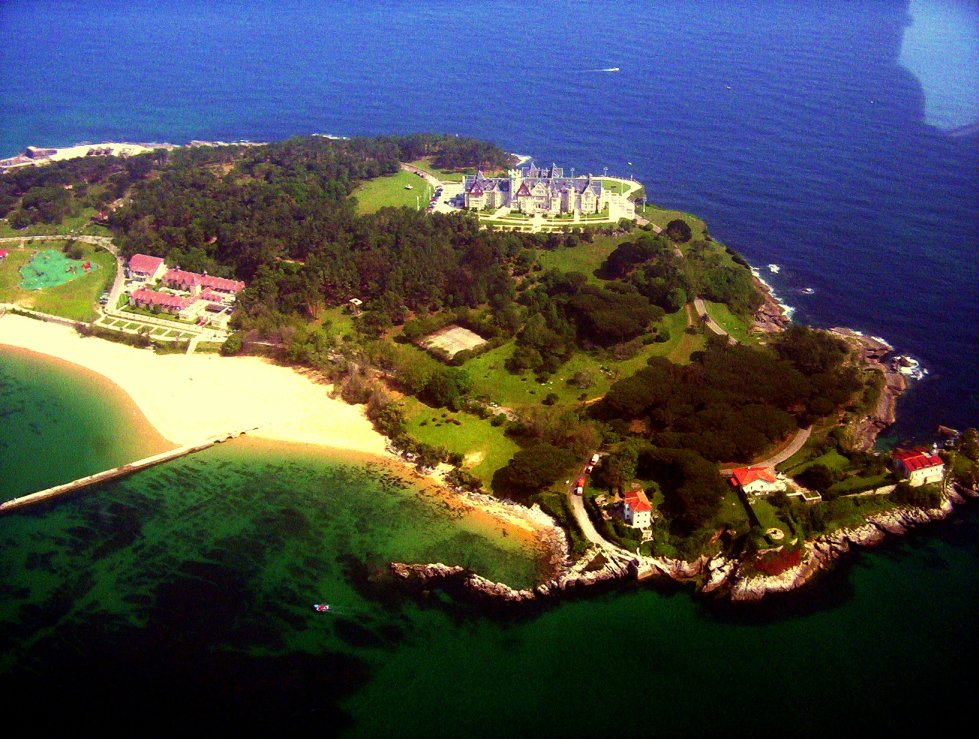
Península de la Magdalena

En todas las ediciones se han organizado ciclos de proyecciones incluyendo estrenos nacionales y europeos. Desde la segunda celebración del Festival se entrega el galardón honorífico "Premio Puente entre las Artes" a dos personalidades destacadas de los sectores arquitectónico y fílmico, y desde la tercera edición cuenta con Secciones Oficiales de Competición. También, desde su primera edición, organiza ciclos de conferencias, talleres infantiles y el Concurso de Micrometrajes.
La mayor parte de las actividades se centraron, durante las primeras dos ediciones celebradas en los meses de julio, en el Centro Niemeyer y el Teatro Palacio Valdés, gracias al apoyo de empresas privadas nacionales e internacionales, la colaboración del Principado de Asturias y el Ayuntamiento de Avilés, «EL Ficarq quiere quedarse y crecer». Consultado el 26 de agosto de 2016.</ref> La tercera edición se celebró en Oviedo en julio de 2015, repartiéndose por el Auditorio Príncipe Felipe, el Teatro Campoamor y el Teatro Filarmónica.
A pesar del interés de los organizadores por mantener el Festival en Asturias y en concreto en Oviedo, ante la falta de «un apoyo institucional claro», para la cuarta edición se eligió la ciudad de Santander (Cantabria), donde contando con el apoyo del Ayuntamiento de Santander y otras empresas privadas, se celebró a finales de junio de 2016 en el Centro de Acción Social y Cultural de Caja Cantabria (CASYC), la Filmoteca de Santander, el Espacio Ricardo Lorenzo del Colegio Oficial de Arquitectos de Cantabria (COACAN), los Cines Groucho y Los Ángeles y en el Paraninfo de la península de La Magdalena.
En 2018 el festival se celebra por primera vez en Madrid

## Ediciones

### FICARQ 2013
La primera edición del Festival se celebró entre el 16 y el 20 de julio del año 2013 en Avilés, en el Centro Niemeyer y el Teatro Palacio Valdés, teniendo como objetivo primordial «hermanar el cine y la arquitectura», además de «ofrecer un espacio y un apoyo en el que directores, guionistas, productores, actores, técnicos y arquitectos puedan mostrar su obra y capacidad artística». Ciclos de cine, conferencias, actuaciones, un taller infantil, un concurso de micrometrajes y una Gala de Clausura con alfombra roja y baile de gala dieron forma al primer FICARQ. Tuvo como invitado especial y padrino al arquitecto y director de cine holandés Jord Den Hollander, fundador y director del Festival de Cine y Arquitectura de Róterdam, creado en 1990.
La gala inaugural fue presentada por Macarena Gómez y Antonio Meléndez Peso, la gala de clausura fue presentada por Rossy de Palma y Antonio Meléndez Peso. 

#### Ciclos de cine
Se organizaron tres ciclos de cine: «Arquitecturas filmadas», el «Cine que amamos» y el «Cine que viene».
El primer bloque, «Arquitecturas filmadas», estuvo formado por una selección de documentales con temas de actualidad sobre arquitectura y urbanismo. Incluyó las siguientes proyecciones:
- Noncity (Andrea Fernández y Nuno Pesoa, España/Portugal, 2010, 12').
- The Human Scale (Andreas Mol Dalsgaard, Dinamarca, 2012, 70').
- Minka (Davina Pardo, EE. UU., 2011, 16').
- J. L. Sert, Un sueño nómada (Pablo Bujosa, España, 2013, 72').
- Apuntes de Frank Gehry (Sydney Pollack, EE. UU., 2005, 83').
- Meeting at the Building (Carlota Coloma y Adriá Lahuerta, España, 2012, 16').
- Le Paysage Interieur (Pierre Maillard, Suiza, 2010, 82').

En la sección llamada el «Cine que amamos», dedicada a clásicos del cine, se proyectaron los siguientes títulos:
- Vertigo (Alfred Hitchcock, EE. UU., 1958, 120').
- El Manantial (King Vidor, EE. UU., 1949, 114').
- ¿Cuánto pesa su edificio, señor Foster? (Carlos Carcas y Norberto López Amado, Reino Unido, 2010, 78').

En la Sección el «Cine que viene», dedicada a películas en su mayoría inéditas en España o en Asturias, se presentaron las siguientes cintas:
- El hombre de al lado (Mariano Cohn y Gastón Duprat, Argentina, 2009, 101').
- ¡Atraco! (Eduard Cortés, España/Argentina, 2012, 112').
- Kon-Tiki (Joachim Rønning y Espen Sandberg, Noruega, 2012, 109').
- La bicicleta verde (Haifaa Al-Mansour, Arabia Saudí, 2012, 98').
- Llévame a la luna (Pascal Chaumeil, Francia, 2012, 105').

#### Conferencias
En la primera edición se realizaron varias conferencias y mesas redondas, incluyendo las siguientes: 
- Conferencia Ficción urbana-Ciudad ficticia de Jorge Gorostiza. Arquitecto e investigador cinematográfico.
- Mesa redonda con el arquitecto Diego Cabezudo Fernández, Jorge Gorostiza, Vicente Domínguez, profesor de Filosofía de la Universidad de Oviedo y Juan Carlos de la Madrid, historiador y Diplomado en Cinematografía.
- Conferencia La representación del espacio cinematográfico de Manuel Lombardero. Cineasta y arquitecto.
- Mesa redonda con el arquitecto José Ramón Fernández Molina, Manuel Lombardero, cineasta y arquitecto, Martin Garber Salzberg, arquitecto y director de Ojo Cónico, Pablo Bujosa y María Charneco, director y arquitecta colaboradora de la película J.L. Sert, Un sueño nómada.
- Conferencia Arquitecturas Alienígenas de David Rivera. Profesor de la ETSAM y director de la revista Teatro Marittimo.
- Mesa redonda con el Dr. arquitecto Rogelio Ruiz Fernández, David Rivera, Ariadna Cantis, arquitecta y experta en Comunicación y Jesús Palacios Trigo, escritor y crítico de cine.
- Mesa redonda con la arquitecta Ester Roldán Calvo, Javier García Rodríguez, profesor titular de la Universidad de Oviedo, Carlota Coloma y Adriá Lahuerta, directores del cortometraje Meeting at the building y Ramiro Losada Amor, arquitecto y socio fundador de Studio Banana TV.Teatro Palacio Valdés

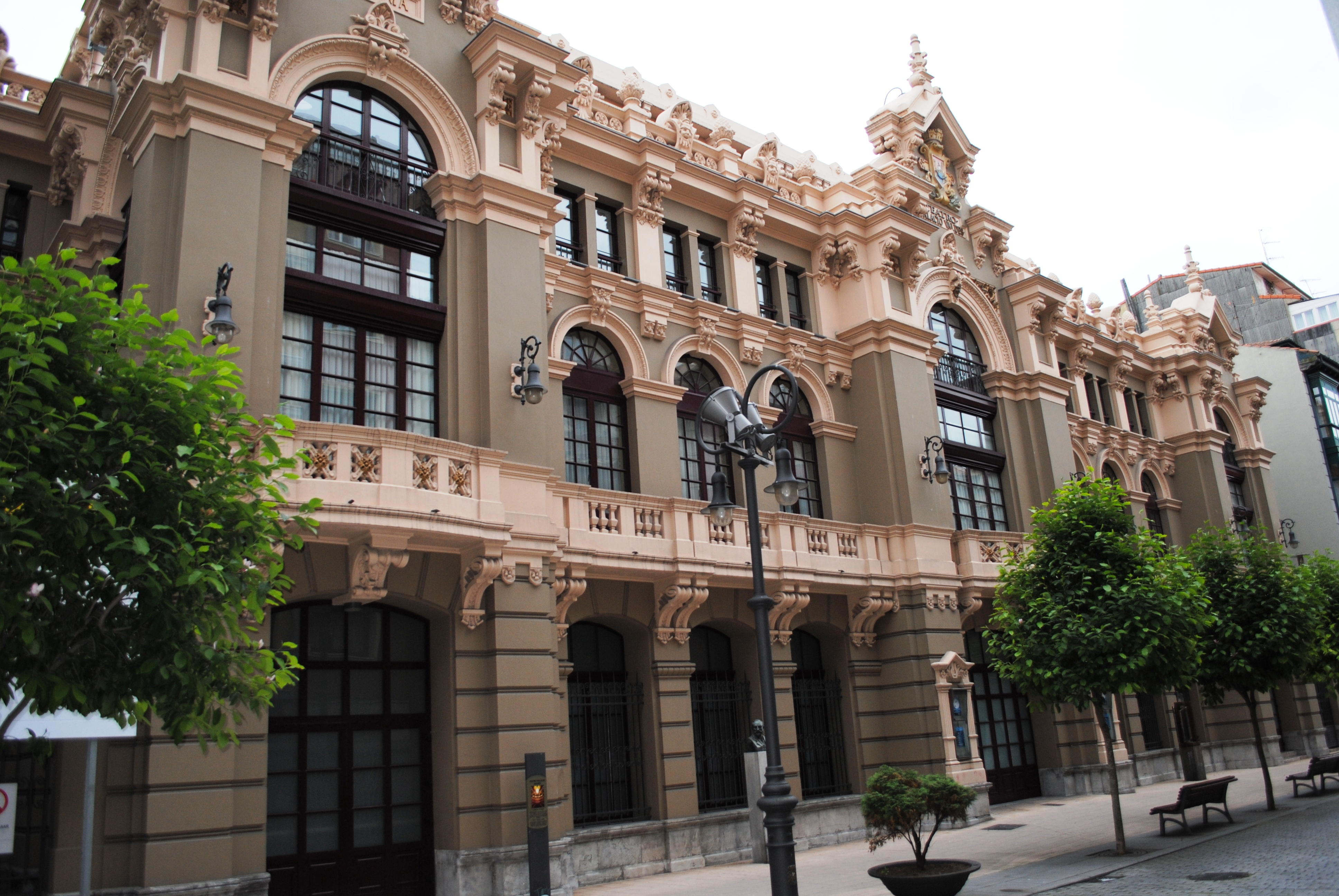
Teatro Palacio Valdés

#### Gala de Clausura y entrega de premios
La Gala de Clausura se celebró en el Teatro Palacio Valdés y contó con la presencia de artistas nacionales como Rossy de Palma, Juanjo Puigcorbé, Óscar Ladoire, Ana Otero, Macarena Gómez, Antonio Meléndez Peso (presentador de las galas en las cuatro ediciones del Festival), Félix Sabroso, Bebe, Álex O'Dogherty, Lola Marceli, José Troncoso y Ana Turpin, entre otras caras conocidas.
La primera edición del Concurso de Micrometrajes, llamado entonces «Avilés en 2 minutos», tuvo tres premios, entregados por Óscar Ladoire y Ana Otero. El primer premio fue para Valentín Lorca Valdés por Mi ciudad, el segundo fue para Dejadnos trabajar de Adelaida Reyero y el tercero para Ciudad Amurallada de Marcos Balbín, Enrique de Balbín y María Estébanez.

### FICARQ 2014
La segunda edición del Festival se celebró de nuevo en Avilés, en el Centro Niemeyer y el Teatro Palacio Valdés, desde el 15 al 19 de julio. En esta ocasión, tuvo como país invitado a Brasil, dedicando un ciclo de proyecciones a este país. Tuvo ciclos de cine, conferencias, pases especiales, actividades infantiles y Gala de Clausura.

#### Ciclos de cine
Al igual que en la edición anterior, los ciclos de proyecciones se organizaron en las secciones «Arquitecturas Filmadas», el «Cine que viene» y el «Cine que amamos», y además se añadieron dos secciones especiales más: una se dedicó a una selección de la producción cinematográfica brasileña actual y otra, llamada «Rupturas silenciosas», al proyecto Rupturas silenciosas. Intersecciones entre arquitectura y cine. Portugal 1960-74.
En la sección «Arquitecturas Filmadas», dedicada al género documental se proyectaron los siguientes títulos:
- Las estructuras vivas (Pérez Piñero, España, 1992, 12').
- Amancio Williams (Gerardo Panero, Argentina, 2013, 76').
- Home (Thomas Gleason, Nueva Zelanda, 2012, 11').
- Casas para Todos (Gereon Wetzel, Alemania, 2012, 50').
- Visual Acoustics (Eric Bricker, EE. UU., 2008. 83').
- The New Rijksmuseum (Oeke Hoogendijk, Holanda, 2013. 118’ & 110’).

El apartado dedicado a los estrenos (nacionales o locales), el «Cine que viene», estuvo formado por:
- Corazón de León (Marcos Carnevale, Argentina, 2014. 110').
- Viajo sola (Maria Sole Tognazzi, Italia, 2013. 86').
- La gran seducción (Don McKellar, Canadá, 2013. 113').
- Destino Marrakech (Caroline Link, Alemania, 2013. 102').
- Begin Again (John Carney, EE. UU., 2014. 104').

La sección dedicada a clásicos del cine, el «Cine que amamos», incluyó las siguientes proyecciones:
- El gabinete del doctor Caligari (Robert Wiene, Alemania, 1920, 75').
- Nosferatu (F.W. Murnau, Alemania, 1923, 75').
- M. El vampiro de Düsseldorf (Fritz Lang, Alemania, 1931, 117').

El apartado dedicado a Brasil, contó con las siguientes películas:
- Tropa de élite (José Padinha, Brasil, 2007, 115').
- Ciudad de Dios (Fernando Meirelles y Kátia Lund, Brasil, 2002, 130').
- El lobo detrás de la puerta (Fernando Coimbra, Brasil, 2013, 100').
- 29 minutos con Paulo Mendes da Rocha (Catherine Otondo et als., Brasil, 2010, 29').

Por último, se realizó un ciclo formado por una serie de cortometrajes realizados dentro del proyecto de investigación Ruptura silenciosa. Intersecciones entre arquitectura y cine. Portugal 1960-74, de la Facultade de Arquitectura da Universidade do Porto (FAUP). Incluyó los siguientes cortometrajes:
- Sizígia (Luis Urbano, Portugal 2012, 17').
- A casa do lado (Luis Urbano, Portugal, 2012, 16').
- Panorama (Francisco Ferreira, con João Rosmaninho, Portugal, 2013, 21').
- Como se desenha uma casa (Luis Urbano, Portugal, 2014, 19').
- 29 A (Circo de Ideas, Portugal, 2013, 14').
- Luto (Tiago Costa, Portugal, 2013, 20').

#### Conferencias
La segunda edición contó con distintas conferencias. La primera de ellas, a cargo de los arquitectos Cristina Díaz Moreno y Efrén García Grinda (Amid.Cero9), con quienes se organizó una mesa redonda acompañados por los arquitectos Rogelio Ruiz Fernández, Maribel Alba Dorado y Celestino G. Braña. La segunda, la protagonizaron Juan Carlos Sancho Osinaga y Sol Madridejos, con quienes también se hizo una mesa redonda con el arquitecto Diego Cabezudo, la historiadora del arte Carmen Adams y el periodista y director del CICA (Centro de Interpretación del Cine en Asturias), Víctor Guillot. La tercera conferencia la dio Richard Levene, arquitecto, cofundador y director de El Croquis. Después se realizó una mesa redonda con la arquitecta Ester Roldán Calvo, el arquitecto e historiador Jorge Gorostiza, el historiador del arte Jorge Alonso y el fotógrafo Carlos Casariego. Por último, se realizó un encuentro con el público con el arquitecto Antonio Ruiz (Cruz y Ortiz), poseedor de numerosos premios como el Premio Nacional de Arquitectura en 1993, el Premio Nacional de Urbanismo en 1981 o el Premio del Consejo de Colegios de Arquitectos de España en 2013.
Asimismo, en esta edición se realizaron tres Master-class. El primer día se contó con la presencia de Maite Cantón (Premio de Iniciativa de Marketing Internacional de Asturias 2014, Premio Green Award Berlín 2014, Founder de Equilicuá). El segundo día Alfredo Álvarez y su equipo, pionero del arte del Lightpainting, explicó dicha técnica, teniendo en cuenta el proceso y sus aplicaciones en el campo de la fotografía y el vídeo. Además, interactuando con los asistentes, se pudo visionar el primer Videolightpainting realizado en Asturias. Para el tercer día los arquitectos Guillermo Marcos y Carlos Modroño, responsables de AM3 Estudio, explicaron las diversas utilidades de las herramientas de creación de videojuegos aplicadas al proceso arquitectónico, como representación interactiva aunque también como herramienta de proyecto .Durante esta tercera y última Maste-rclass, se conectó por videoconferencia con Sergio Irigoyen quien, desde Hong Kong, expuso las capacidades de estas técnicas como generadoras de arquitectura y no solo como útiles gráficos, mostrándonos un proyecto experimental que en estos momentos lleva a cabo en dicha ciudad asiática.

#### Gala de Clausura y Entrega de Premios
Como en la primera edición, la ceremonia de clausura contó con la presencia de caras conocidas en la alfombra roja como Cayetana Guillén Cuervo (que ejerció de presentadora junto con Antonio Meléndez Peso), Roberto Álvarez, el bailarín Rafael Amargo (quien protagonizó una actuación en la gala), Elena Furiase, Juncal Rivero,....
Por primera vez, se entregaron los Premios «Puente entre las Artes», destinados a aquellas personalidades destacadas cuya trayectoria e intereses son sumamente representativos de las dos artes, el cine y la arquitectura. Los premios se entregaron al arquitecto, cofundador y director de El Croquis, Richard Levene, y a la actriz de teatro, cine y televisión, Terele Pávez.
Del mismo modo que en la primera edición, en el segundo Concurso de Micrometrajes (organizado en colaboración con Yahoo España), destinado a piezas audiovisuales de máximo 2 minutos de duración, se entregaron tres premios. El primer premio fue para Apuntes urbanos 960 (Daniel Buccolini, Chile), el segundo para People (Francisco Solana, España), y el tercero premio para Look up (Benjamín Villaverde, España).

### FICARQ 2015
La tercera edición del FICARQ se desarrolló en la ciudad de Oviedo entre el 6 y el 12 de julio de 2015. La capital del Principado de Asturias puso a disposición del Festival distintos edificios emblemáticos que acogerían durante una semana proyecciones, conferencias, charlas, actividades infantiles y distintas actividades paralelas que analizaron y divulgaron las relaciones entre el cine y la arquitectura. Los espacios fueron el Teatro Campoamor, el Teatro Filarmónica, el Auditorio Príncipe Felipe, el Museo Arqueológico de Asturias y la Casa de la Rúa. 

#### Ciclos de cine
Fue la primera vez que contó con Secciones Oficiales de Competición, siguiendo las anteriores categorías realizadas: el «Cine que viene» y «Arquitecturas Filmadas». Asimismo, contó con otros ciclos de proyecciones, llamados «Películas invitadas», «Documentales Invitados» y una pequeña muestra dedicada a México como país invitado.
La Sección Oficial el «Cine que viene», dedicada a largometrajes de ficción y con la que se pretendía poner en valor distintas perspectivas en relación con el diseño, la arquitectura o el urbanismo, estuvo formada por:
- Chicas Paranoicas (Pedro del Santo, España, 2015, 100').
- Los límites del cielo (Israel González, España, 2015, 85').
- Los Héroes del Mal (Zoe Berriatúa, España, 2015, 98').
- El violín de piedra (Emilio Ruiz Barrachina, España, 2015, 85').
- Seis y medio (Julio Fraga, España, 2015, 98').
- A primera vista (Daniel Ribeiro, Brasil, 2014, 96').
- Ghadi (Amin Dora, Líbano, 2013, 95').
- Todo saldrá bien (Wim Wenders, Alemania/Canadá/Noruega/Francia/Suecia, 2014. 115').

La Sección Oficial «Arquitecturas filmadas», estuvo dedicada a documentales sobre arquitectura o urbanismo. La selección incluyó los siguientes títulos:
- Moments de Silenci (Hisao Suzuki y Júlia de Balle, España, 2015. 13').
- Campaneros (Isaac Bazán Escobar, España, 2014, 69').
- María Elena (Rodrigo Lepe Cavagnaro, Chile, 2014, 40').
- Sunka Raku: alegría evanescente (Hari Sama, México, 2015, 113').
- El juego del escondite (David Muñoz, España, 2015, 23').
- Habitar la utopía (Mariano Agudo, España, 2015, 69').
- Euritmia (Enrico Mandirola, Juan Pablo Aschner, Colombia, 2014, 51').
- Chavín de Huantar. El teatro del más allá (José Manuel Novoa Ruiz, España, Perú, 2015, 52').
- Más allá de la cúpula del Buesa (Carlos Blázquez Rámila. España, 2014. 50').
- Escapes de gas (Bruno Salas, Chile, 2014, 72').

La Sección Informativa «Películas Invitadas», estuvo formada por:
- Sólo Química (Alfonso Albacete, España, 2015, 110').
- El señor Manglehorn (David Gordon Green, Estados Unidos, 2015, 97').
- Unos días para recordar (Jean Becker, Francia, 2014, 81').
- Conexión Marsella (Cédric Jiménez, Francia, 2014, 135').
- La vida a 5 nudos (Alejo Moreno, España, 2015).
- The Postman's White Nigths (Andréi Konchalovski, Rusia, 2014, 90').

La Sección Informativa «Documentales Invitados», incluyó:
- The Competition (Ángel Borrego Cubero, España, 2013, 99').
- Cathedrals of Culture (Robert Redford y Margreth Olin, 2014, Alemania, 165').
- La Máquina de habitar (Bruno Garritano, 2013, Argentina, 60').
- Casa Estudio-Luis Barragán (Rax Rinnekangas, 2010, España, 60').

Por último, se realizó una muestra de la industria cinematográfica mexicana actual, proyectándose las siguientes películas:
- Carmín tropical (Rigoberto Pérezcano. México, 2014. 100').
- El Sueño de Lú (Hari Sama, México, 2012, 98').
- El amor amargo de Chavela (Rafael Amargo, España, 2012, 52').
- Güeros (Alonso Ruizpalacios. México, 2014, 107').

#### Conferencias
En esta edición, también se realizaron conferencias y mesas redondas, reuniendo en un espacio común a directores de arte, arquitectos y personalidades del mundo académico que escriben e investigan sobre las relaciones entre el cine y la arquitectura. Fueron las siguientes:
- Mesa Redonda Potencialidades del sector audiovisual asturiano. Participaron representantes del Cluster Audiovisual y la Asociación de Empresarios de Producción Audiovisual de Asturias, junto a varios profesionales del sector (directores, productores y guionistas) que debatieron sobre la situación actual y las expectativas de la industria.
- Mesa Redonda Oportunidades de Coproducción internacional. Participaron empresas de Producción Audiovisual del Principado de Asturias y agentes relacionados con la coproducción con México. Se debatieron experiencias colaborativas en diferentes creaciones.
- Conferencia Barragán. Cristalizaciones y escenografías. El lugar dentro del lugar. Por Cruz López Viso, Doctora en Arquitectura.
- Conferencia Las imágenes de Le Corbusier. Por José Ramón Alonso Pererira, Catedrático de la ETSA de La Coruña.
- Conferencia Le Corbusier, el doctor Curuchet, su casa y el vecino indiscreto. Por Daniel Villalobos Alonso, Profesor en la ETSA de Valladolid.
- Conferencia Star Wars: Una arquitectura no tan lejana. Por Sara Pérez Barreiro, Profesora en la ETSA de Valladolid.
- Conferencia El espacio arquitectónico como lugar de relación. Por MGM Morales de Giles Mariscal Arquitectos.
- Conferencia Urban Nebula: Airport Architecture and Cinema in the Netherlands. Por Marieke Berker, Historiadora de la Arquitectura, miembro del equipo central Stad Forum de Ámsterdam.
- Conferencia Roma en el Neorrealismo. Por Antonio Pizza, doctor arquitecto, profesor titular de Historia del Arte y la Arquitectura en la ETSA de Barcelona.
- Conferencia 50 años de la muerte de Pasolini.  Los suburbios de Roma. Por Juan Calatrava Escobar, doctor en Historia del Arte y catedrático en la ETSA de Granada.
- Conferencia La Dirección Artística. Por Patrick Salvador, director artístico cinematográfico.
- Conferencia Arquitectura y Videojuegos. Por Enrique Parra, Arquitecto. Codirector de la web Metaspace y del blog Pedacicos Arquitectónicos.

#### Gala de Clausura y Entrega de Premios
La Ceremonia de Clausura estuvo presentada por la actriz Blanca Romero y el actor Antonio Meléndez Peso. El cierre del festival contó con la actuación de Rafael Amargo, con la música del pianista asturiano Julio César Picos Sol y con la actuación del tenor Enrique Viana. Además, acudieron variados actores y actrices, cineastas, arquitectos y productores, como Zoe Berriatúa, María Esteve, Ana Fernández, Alfonso Albacete, Tirma Ayerbe, Eva Gamallo, Cristina Pascual, Mairén Muñoz, Marta Mir o Patricia Valley.
Los Premios «Puente entre las Artes» de la tercera edición del Festival se otorgaron al Estudio Nieto Sobejano, integrado por los arquitectos Fuensanta Nieto y Enrique Sobejano, y al cineasta Andréi Konchalovski.
Por primera vez, el Festival contó con dos secciones oficiales de competición. El jurado de esta edición está integrado por Javier Espada, Richard Levene, Danny Faux y Carmelo Romero. Las películas que formaron el Palmarés fueron las siguientes:
Palmarés de la Sección de Oficial el «Cine que viene» (largometrajes de ficción):
- Premio a la Mejor Largometraje a A primera vista, de Daniel Ribeiro.
- Premio al Mejor Director a Emilio Ruiz Barrachina por la película El violín de piedra.
- Premio al Mejor Director de Arte a Nathalie Harb por la película Ghadi.
- Premio Especial de Jurado a la Mejor Fotografía a Benoît Debie por Todo saldrá bien de Wim Wenders.

Menciones Especiales:
- Carlos Álvarez-Nóvoa como Mejor Actor por El violín de piedra, de Emilio Ruiz Barrachina.
- Beatriz Sánchez Medina como Mejor Actriz por Los héroes del mal, de Zoe Berriatúa.
- Konstantin Chakarov como Mejor Músico por El violín de piedra, de Emilio Ruiz Barrachina.

Palmarés de la Sección Oficial «Arquitecturas Filmadas» (documentales):
- Premio al Mejor Largometraje Documental, ex aequo, para Campaneros, de Isaac Bazán Escobar y para Escapes de gas, de Bruno Salas.
- Premio al Mejor Guion Documental a María Elena, de Rodrigo Lepe Cavagnaro.
- Premio a la Mejor Fotografía a Moments de Silenci de Hisao Suzuki y Júlia de Balle.

Otro año más, el Festival puso en marcha un concurso para piezas inferiores a 2 minutos relacionadas con la arquitectura, el patrimonio industrial y el urbanismo. La convocatoria de participación se dirigió muy especialmente a Universidades de Arquitectura y Escuelas de Cine y/o Audiovisual en España y México. La temática propuesta para esta edición fue «Espacios en desuso». Los ganadores del III Concurso de Micrometrajes fueron: Primer Premio para Los platos rotos (Tito Montero), Segundo Premio para Estados de paraíso (Ana Carreño Fernández de Travanco) y Tercer Premio para Multifunctional Building Fondo (Simón García).

### FICARQ 2016
La IV edición del Festival se celebró en la ciudad de Santander desde el 28 de junio hasta el 2 de julio de 2016. Los espacios en los que se desarrollaron las proyecciones, conferencias, talleres infantiles y otras actividades fueron el Centro de Acción Social y Cultural de Caja Cantabria (CASYC), la Filmoteca de Santander, el espacio Ricardo Lorenzo del Colegio Oficial de Arquitectos de Cantabria (COACAN), los Cines Groucho y Los Ángeles, la Fundación Botín, el Paraninfo de la Magdalena, así como el Enclave Pronillo y la playa del Sardinero. En esta edición, el Festival tuvo como temática principal las «ciudades del futuro», y amplió su interés hacia las nuevas tecnologías.

#### Ciclos de cine
La programación de cine incluyó dos Secciones Oficiales a concurso, dos Secciones Informativas y otros pases especiales, como Isla Bonita de Fernando Colomo. Las Secciones, dedicadas a los géneros de ficción y documental, estuvieron dirigidas por el cineasta Zoe Berriatúa y el arquitecto Richard Levene, respectivamente. Algunas de las proyecciones fueron atendidas por sus realizadores como y los realizadores que pudieron atender encuentros con el público tras la proyección de sus películas, como Fernando Colomo, Miguel Llansó, Pablo Hernando, Kirill Klepalov, Eva Vizcarra, Adam Barnett o Sebastián Pasquet.
La Sección Oficial de Competición se llamó en esta ocasión «Arte en el Séptimo arte» incluyó los siguientes largometrajes de ficción:
- History's Future (Fiona Tan, Holanda/Alemania/Irlanda, 95').
- La Calle de la Amargura (Arturo Ripstein, México, 99').
- Greater Things (Vahid Hakimzadeh, Reino Unido/Japón, 66').
- Under electric clouds (Alexey German Jr., Rusia/Ucrania/Polonia, 133').
- High-Rise (Ben Wheatley, Reino Unido, 119').
- O Prefeito (Bruno Safadi, Brasil, 70').
- Embers (Claire Carré, EE. UU./Polonia, 85').
- Esa Sensación (Juan Cavestany, Julián Génisson y Pablo Hernando, España, 80').
- Crumbs (Miguel Llansó, Etiopía/España, 68').
- La Obra del Siglo (Carlos M. Quintela, Argentina/Cuba/Suiza, 100').

Asimismo, la Sección Oficial de ficción incluyó dos películas más fuera de competición:
- Obra (Gregorio Graziosi, Brasil, 80').
- Durak (Yuriy Bykov, Rusia, 116').

La Sección Oficial de Competición de esta edición, «Arquitecturas filmadas», estuvo formada por los siguientes documentales:
- A Place to call Home (Briar March, Nueva Zelanda, 80').
- Days of Zucco (Lucas Bacle, Francia, 5').
- Architectones (François  Combin, Francia, 68').
- Carbuncle Town (Adam Barnett y Ann McCluskey, Reino Unido, 70').
- Blocul (Maria Șalaru, Rumanía, 61').
- La Ciudad del Trabajo (Guillermo G. Peydró, España, 620').
- A possible Scenario (Alexander Basile, Alemania, 19').
- London Reflects (Jokin Pascual y Javier Dampierre, España, 3').
- Silence (Sebastian Pasquet, Argentina, 15').
- Wandenkolk (Bruno Firmino, Brasil, 18').
- 56 (Marco Huertas, España, 28').
- Kafana (Silvia Venegas y Juan A. Moreno, España, 72').
- Landskating (Kike Barbera, España, 26').
- Calle 17 con 7a esquina (Céline Billard, Colombia, 29').
- La Cupola (Volker Sattel, Alemania, 40').
- Or du Temps (Barbara Schröder, Francia, 14').

La Sección Informativa de ficción, «Construyendo el cine», estuvo formada por una selección de clásicos del cine:
- Aelita (Yakov Protazanov, URSS, 1924).
- Metropolis (Fritz Lang, Alemania, 1927) con acompañamiento de piano en vivo, por el pianista Pérez de Azpeitia.
- Sesión doble con Brazil (Terry Gilliam, Reino Unido, 1985) y The Third & The Seventh (Álex Román, España, 2009).
- Things to come (Cameron Menzies William Cameron Menzies, Reino Unido, 1936).
- Back to the Future II (Robert Zemeckis, EE. UU., 1989). Pase especial interactivo con la App de TouchVie, que identifica contenidos extra en las películas a tiempo real mientras se proyectó la película.

La Sección Informativa de documental, «Arquitecturas Recuperadas», contó con las siguientes proyecciones:
- DIFICILÍSIMO, Puerta Nueva de la Alhambra (Juan Sebastián Bollaín, España, 2015).
- Invention (Mark Lewis, Reino Unido/Canadá, 2015).
- El Arquitecto de Nueva York: Rafael Guastavino (Eva Vizcarra, España, 2015).

#### Conferencias
En la cuarta edición del Festival también se reunió a directores de arte, arquitectos, académicos, investigadores y expertos en nuevas tecnologías. Además, durante un día se desarrolló el «Salón de Experiencias VR (realidad virtual): pánico en las alturas», con la empresa inMediaStudio.
- Conferencia Los espacios del pánico, por el historiador del cine y director Luciano Berriatúa.
- Conferencia Revisión de portfolio, por Biaffra.
- Conferencia Revisión de portfolio, por John Bell.
- Conferencia Tela de araña, por el arquitecto Alfredo Payá.
- Conferencia Bien entrado el siglo XXI, por el arquitecto Alejandro Zaera.
- Conferencia A high degree of craft and aesthetic ingenuity, por el arquitecto José Selgas.
- Conferencia Arquitecturas de Tebeo, por el arquitecto Richard Levene.
- Conferencia Terceras Naturalezas, por los arquitectos Cristina Díaz Moreno y Efrén García Grinda.
- Conferencia Arquitecturas del futuro, por el investigador Carmelo Rodríguez.
- Conferencia Complejidad esencial, del arquitecto Eduardo Arroyo.
- Conferencia Interferencias, por el arquitecto Juan Carlos Sancho Osinaga.
- Encuentro con Iñaki Uriate, Unai Alonso y Gorka Hermosa y proyección del documental Oda a los espacios abandonados.
- Conferencia Supercities. La inteligencia del territorio, por el arquitecto, urbanista y economista Alfonso Vegara.
- Conferencia de Edgar Martín-Blas (U-TAD/NewHorizons).
- Conferencia del CEO de inMediaStudio José Luis Navarro.
- Presentación del proyecto VRPolis. Diving into the Future, seleccionado en la primera London Design Biennale.

#### Gala de Clausura y entrega de premios
La ceremonia de clausura del IV FICARQ se desarrolló el sábado 2 de julio en el Paraninfo de la Magdalena. Presentado por Marián Aguilera y Antonio Meléndez Peso, la entrega de premios también acogió el estreno del avance del documental de Carlos Saura en torno a las obras del Centro Botín, Renzo Piano, un arquitecto para Santander (2016).
Los Premios «Puente entre las Artes» se otorgaron al cineasta Carlos Saura y al arquitecto Emilio Tuñón.
El Jurado estuvo formado por el director Fernando Colomo (presidente), el también director Juan Sebastián Bollaín, la guionista Lola Salvador y el arquitecto Ángel Borrego.  Las películas que formaron el Palmarés fueron las siguientes:
Palmarés de la Sección Oficial de ficción «Arte en el Séptimo Arte»:
- Premio al Mejor Largometraje de Ficción a La Obra del Siglo, de Carlos M. Quintela.
- Premio a la Mejor Dirección de Arte para Elena Okopnaya por Under electric clouds, de Alexey German Jr.

Palmarés de la Sección Oficial de documental «Arquitecturas Filmadas»:
- Premio al Mejor Documental a Blocul de Maria Salaru.

Menciones Especiales:
- Carbuncle Town, de Adam Barnett y Ann McCluskey.
- Calle 17 con 7a esquina de Céline Billard.
- London Reflects de Jokin Pascual y Javier Dampierre.

El único ganador del IV Concurso de Micrometrajes, patrocinado por Movistar+, bajo el tema «Arqutiecturas Improvidas» y con una duración superior, fue Samuel García con No habrá muros para todos.
En esta edición, el Festival también acogió otro concurso destinado a estudiantes: ViralTalent. Con el patrocinio de la empresa Staar Surgical, se otorgó el premio a Pablo Vázquez.

### FICARQ 2017
La V edición,El Festival Internacional de Cine y Arquitectura (FICARQ, está dedicado a explorar las intersecciones entre el lenguaje arquitectónico y el lenguaje fílmico, reconocido como uno de los más destacados en el ámbito internacional. Esta quinta edición se celebra en Santander entre el 4 y el 8 de Julio y cuenta con Noruega como país invitado, con la asistencia de dos arquitectos del estudio de Snohetta.
FICARQ tiene una doble sección oficial, dedicada a la producción cinematográfica internacional de ficción y al cine documental, en las que trata de explorar los vínculos entre arquitectura, urbanismo y cine. La sección oficial, la sección informativa y los pases especiales suman una programación que ronda los cincuenta títulos y que se completa con un ciclo de conferencias por el que pasarán más de veinte arquitectos y otros tantos directores de arte, cineastas y especialistas en nuevas tecnologías de todo el mundo. AC/E apoya la participación de la diseñadora española que reside en Milán Patricia Urquiola para formar parte del programa profesional y los talleres del festival.
Las secciones oficiales a competición se dividen en dos convocatorias: ‘’Arte en el Séptimo arte’’ en relación con largometrajes de ficción; y ‘’Arquitecturas Filmadas’’ correspondiente a los documentales.
Los largometrajes de ficción ‘’Arte en el Séptimo arte’’ premiados son:
Mejor largometraje de ficción para "Kollektivet" (La Comuna), de Thomas Wintemberg (Dinamarca)
y
Mejor dirección de arte para Antonio Virgilio, por "Seconda Primavera" de Francesco Calogero, (Italia).
También en esta convocatoria se otorga una mención especial del jurado a mejor actriz ‘’Arte en el Séptimo arte’’ a Laia Costa, por "Victoria" de Sebastián Schipper (Alemania).
En la segunda convocatoria,
Premio a la mejor película documental ‘’Arquitecturas Filmadas’’ es para "Sin Manual" de Francisco González (México), un relato cinematográfico sobre el proceso de construcción del Museo Internacional del Barroco por Toyo Ito. A diferencia de otros vídeos explicativos sobre la construcción de un edificio, como pueden ser los timelaps, ‘’Sin Manual’’ nos muestra la parte más humana del proceso de construcción, nos pone en tensión y nos emociona mediante los relatos de los propios obreros. El mismo director pudo comprobar en primera persona la reacción de los espectadores durante la proyección del documental en Santander.
Debido a la gran variedad y calidad de títulos presentados, el jurado quiso destacar con una mención especial las siguientes películas documentales de la sección “Arquitecturas Filmadas”: "Matta Viel" de Christian Vidal (Chile), "Terramotouriesm" de Colectivo Left Hand Rotation (España + Portugal), "Francis Keré An Architect Between" de Daniel Swartz (Alemania+ Suiza) y "Te Novgorod Spaceship" Andrei Rozen (Estados Unidos/Rusia).
Por otra parte, Movistar+ también entrega unos Premios Especiales a Micrometrajes.
El premio al mejor cortometraje 2017 es ‘’Imágenes en una tormenta’’, de Manuel Olmedo Redondo: “Por su capacidad para sintetizar la efímero del soporte, traspasar la pantalla, explorar nuevas arquitectura fílmicas y dar verosimilitud a una historia a través de la ambientación”. La mención especial a los micrometrajes es para ‘’In memoriam’’, Grupo de Investigación PRODITEX (UEMC) y ‘’Espejos en el tiempo’’, Sergi Pitarch Garrido.

### FICARQ 2018
Sexta edición del Festival Internacional de Cine y Arquitectura (FICARQ), dedicado a explorar las intersecciones entre el lenguaje arquitectónico y el lenguaje fílmico y reconocido como uno de los más destacados en el ámbito internacional.
El festival, organizado por Producciones Dímelo A Mí, volvió a contar con una doble sección oficial, dedicada a la producción cinematográfica internacional de ficción y al cine documental, tratando de explorar en los dos casos los vínculos con la arquitectura, el urbanismo y la dirección de arte. La sección oficial, la sección informativa y los pases especiales se completa con un ciclo de conferencias por el que pasarán arquitectos, directores de arte, cineastas y especialistas en nuevas tecnologías.
Todas las conferencias y proyecciones son de libre acceso hasta completar aforo
MARTES, 20 DE NOVIEMBRE / Logia (3.ª planta)
16:00-17:30 h. Sección oficial documental:
· Brasilia: Life After Design (88 min · 2017 · Canadá)
18:00-19:45 h. Sección oficial ficción: 
· Life Guidance (1 h 45 min)
20:00 h. Inauguración - Premios "Puente entre las artes" (José Luis Cuerda y Fundación Arquia)

MIÉRCOLES, 21 DE NOVIEMBRE / Auditorio (2.ª planta)
16:00-17:15 h. Sección oficial ficción: 
· Aerotrópolis (1 h 15 min · 2017 · Taiwán) 
18:00-19:30 h. Sección oficial documental: 
· The Divine Way (2018 · Alemania)
· Alberdi, el barrio que habito ya no existe (2018 · Argentina)
20:00-21:30 h. Sección oficial ficción:
· Dave Made A Maze (1 h 20 min · 2017 · EEUU)
JUEVES, 22 DE NOVIEMBRE / Auditorio (2.ª planta)
16:00-17:45 h. Sección oficial ficción: 
· Columbus (1 h 44 min · 2017 · EEUU)
18:00-19:00 h. Sección oficial documental: 
· Il Costruttore di biciclette (4:50 min · 2017 · España)
· Enjil (6:23 min · 2018 · Marruecos)
· Primeiro de Novembro (6:36 min · 2017 · Portugal)
· Landscape for a person (8:06 min · 2016 · Argentina) 
· Sen Adam Misin (Are you a man) (15 min · 2018 · Turquía)
· The Wound (19:49 min · 2018 · India)
19:30-21:15 h. Sección oficial ficción: 
· Black Hollow Cage (1 h 45 min · 2017 · España)
21:15-22:00 h. Coloquio con el director: Sadrac González-Perellón
VIERNES, 23 DE NOVIEMBRE / Auditorio (2.ª planta)
16:00-16:30 h. Cortometrajes sesión informativa:
CGI ARQA selección de videocreación y spotes con arquitectura digital
16:45-17:50 h. Sección oficial ficción:
· Alone (1 h 4 min · 2017 · Kazajistán)
18:00-19:00 h. Sección oficial documental:
· Ghost of the Malt (3:33 min · 2016 · Canadá)
· Une nuite en enfer (7:44 min · 2018 · Francia)
· En las alturas (10 min · 2018 · México)
· Memorándum (14 min · 2017 · Chile)
· 20 anos de oficinas num convento (24:36 min · 2017 · Portugal)
19:15-21:30 h. Sección oficial ficción:
· You go to my head (1 h 56 min · 2017 · Francia, Alemania, Bélgica)
21:30-22:00 h. Coloquio con el director

### FICARQ 2021
El vicedecano del COAM, Pablo Olalquiaga, ha asistido a la entrega de los galardones de esta iniciativa dedicada a explorar las intersecciones entre el lenguaje arquitectónico y el lenguaje cinematográfico, y que cuenta con la colaboración del Colegio de Arquitectos de Madrid.
En esta ocasión y por motivos de pandemia, se otorgaban los premios de la VII, VIII y IX edición del Festival Internacional de Cine y Arquitectura en un acto que ha tenido lugar en el Roca Madrid Gallery y al que han asistido personalidades del ámbito de cine y de la arquitectura.
FICARQ es un proyecto de carácter internacional, pionero en España que, involucra a cineastas, arquitectos, urbanistas constructores, instituciones y empresas afines a todo el mundo de la arquitectura.
El objetivo es explorar las posibilidades de expresión dentro de la arquitectura, del urbanismo, en el diseño industrial o incluso en la arqueología de arquitecturas creadas y cómo todo ello, puede convertirse en un medio de comunicación mediante mecanismos que nos hagan llegar mensajes, sensaciones, emociones y sentimientos humanos y su relación con entornos reales o imaginados

### FICARQ 2022
El  7 de julio del 2022 acudimos a la entrega de premios FICARQ, Festival Internacional de Cine y Arquitectura de España. Estos premios están diseñados para responder a un proyecto de carácter internacional, pionero en España que, como bien indica el título, involucra a cineastas, arquitectos, urbanistas constructores, instituciones y empresas afines a todo el mundo de la arquitectura como nave de transmisión universal. Historias que nos lleguen a todos para hacernos reflexionar sobre la condición humana.
Cada año, FICARQ abre sus puertas a un excelente espectro de películas de ficción y documentales, en esta ocasión y por motivos de pandemia se otorgaban los premios de la VII, VIII y IX edición. Comprenderán que se trataba de una excelente ocasión para que, en Revista Visión Media, nos pusiéramos nuestras mejores galas y nos desplazáramos para hablarles de lo que, entre humanos y divinos
Durante siete días, FICARQ se desarrolla en una ciudad de gran interés cultural como marco idóneo para los debates, conferencias, proyecciones y actividades que se generan en tormo al cine y a la arquitectura, contando con la asistencia de numeroso público internacional e invitados ilustres de disciplinas culturales para explorar las intersecciones que hay entre el lenguaje arquitectónico y el lenguaje fílmico, mostrando la manera en la que un ser humano habla creativamente sobre su entorno o bien describe la construcción o modificación de mundos reales o imaginados.
En FICARQ creen sinceramente en el poder transformador del arte y la cultura en nuestra sociedad y así, para ser puente entre generaciones, dan paso a muchos puntos de vista de creación en libertad. Por ello dedican una mención especial a aquellas propuestas que acuden al festival realizadas por personas menores veinticinco años y mayores de cincuenta.
PREMIOS FICARQ
Durante la presentación de esta edición, Ana María Álvarez Muriel, además de cineasta, también fundadora y directora de FICARQ, definió este proyecto como una ventana abierta a a todas las inquietudes, ya sean convencionales a través del paisaje urbano, rural o arqueológico, lo mismo que para otras formas de relacionarse con su medioambiente. Entre ellas, como formas de expresión de las personas dentro de un entorno arquitectónico, destacó la danza urbana contemporánea, streetdance, breakdance, movimiento parkour, etc.
Como en ediciones anteriores, una vez más el evento fue presentado por el actor sevillano Antonio Meléndez Peso, hace un par de años candidato a la nominación del Premio Goya como actor de reparto por su papel en Rosalinda, película dirigida por Ramón Luque Cozar. Cómo no aplaudir entre carcajadas su buen sentido del humor, al convertir algunos inconvenientes que se presentaron -diplomas que no llegaron a tiempo y premios que no se encontraban-, en un acto escénico de carácter familiar.
Trabajador incansable, actualmente se encuentra en el apoyo de la recién estrenada película Hotel Colón, de Miguel Martí, con Macarena Gómez y Salva Reina, entre otros. Igualmente está con los ensayos de Seremos una familia, aunque eso nos mate, ópera prima de Chus Guterrez, mientras se prepara para rodar en Sevilla, junto a Mónica Bardén, Charo Reina y Antonio Huesos, sobrino de Antonio Banderas, Intersex.
Durante el acto también hubo unas inteligentes y sensibles palabras de Arturo Gutiérrez de Terán.
Entre los muchos asistentes pudimos ver al extraordinario Anthony Blake, a la actriz catalana Mar Regueras, al también gran actor y excelente rapsoda Emilio Linder o a los geniales y generosos humoristas Los Moreno Bros. De estos últimos hablaremos en breve, ya tienen listo su próximo espectáculo para septiembre.
Emilio Linder fue el encargado de recoger el premio para la película que dirige y protagoniza Yolanda Román, Plantados, en la que él da magnífica presencia al imprescidible malo. No se la pierdan.
Claro que nos gustaría mencionar la extensa lista de premiados, seguro que pronto podrán seguirlo en las redes pero, entre tanto, sí destacaremos El capitán Nemo, la lucha contra la ELA, de Miguel Martí. Esta película fue estrenada en la gran pantalla del Festival de Cine de Valladolid y estudia las dificultades que viven con la insuficiente movilidad urbana los enfermos de ELA.
Antes de despedirnos, aceptemos esta reflexión a la que nos invita FICARQ:
A escala evolutiva, vivimos un momento crucial. Hoy podemos fácilmente comprobar como los mismos fotones que llevan irradiando luz y energía a nuestro planeta desde su formación, han transmutado en un intervalo de miles de millones de años y han evolucionado en el bit de información con el que hemos sido capaces de crear un nuevo territorio virtual. Así llegamos a la inteligencia artificial y aún no podemos imaginar su futuro. Pero, amigos, lo realmente importante, lo que sí está en nuestras manos, es que ahora somos la única especie capaz de destrozar o restituir el planeta que nos da ser.
Pensémoslo y actuemos consecuentemente, no sea que por excesivos perdamos nuestro lugar.

## Premios Puente entre las Artes
|              | FICARQ 2014    | FICARQ 2015            | FICARQ 2016  | FICARQ 2017             | FICARQ 2018       | FICARQ 2019         | FICARQ 2020   | FICARQ 2021                 | FICARQ 2022           | FICARQ 2023 |
| ------------ | -------------- | ---------------------- | ------------ | ----------------------- | ----------------- | ------------------- | ------------- | --------------------------- | --------------------- | ----------- |
| Arquitectura | Richard Levene | Estudio Nieto Sobejano | Emilio Tuñón | Patricia Urquiola       | Fundación ARQUIA  | Benedetta Tagliabue | Luis Vidal    | Arturo Gutiérrez de Terán   | Pablo Redondo Díaz    |             |
| Cine         | Terele Pávez   | Andréi Konchalovski    | Carlos Saura | Manuel Gutiérrez Aragón | Nilo Rodis Jamero | Koldo Vallés        | Rafael Amargo | Eva Leira y Yolanda Serrano | Abel Martín Villarejo |             |

## Premios de Secciones Oficiales de Competición
Desde la tercera edición del festival existen dos Secciones oficiales de Competición, dedicadas a películas de ficción y películas documentales.

### Palmarés FICARQ 2015

#### Sección Oficial el Cine que viene
| Mejor Largometraje de ficción    | Mejor Director                                 | Mejor Director de Arte  | Mejor Fotografía                  | Mención Especial: Mejor Actor                | Mención Especial: Mejor Actriz                | Mención Especial: Mejor Músico              |
| -------------------------------- | ---------------------------------------------- | ----------------------- | --------------------------------- | -------------------------------------------- | --------------------------------------------- | ------------------------------------------- |
| A primera vista (Daniel Ribeiro) | Emilio Ruiz Barrachina por El violín de piedra | Nathalie Harb por Ghadi | Benoît Debie por Todo saldrá bien | Carlos Álvarez-Nóvoa por El violín de piedra | Beatriz Sánchez Medina por Los héroes del mal | Konstantin Chakarov por El violín de piedra |

#### Sección Oficial Arquitecturas Filmadas
| Mejor Largometraje Documental    | Mejor Guion Documental                 | Mejor Fotografía                                     |
| -------------------------------- | -------------------------------------- | ---------------------------------------------------- |
| Campaneros (Isaac Bazán Escobar) | Rodrigo Lepe Cavagnaro por María Elena | Hisao Suzuki y Júlia de Balle por Moments de Silenci |
| Escapes de gas (Bruno Salas)     |                                        |                                                      |

### Palmarés FICARQ 2016

#### Sección Oficial Arte en el Séptimo Arte
| Mejor Largometraje de Ficción          | Mejor Dirección de Arte                  |
| -------------------------------------- | ---------------------------------------- |
| La Obra del Siglo (Carlos M. Quintela) | Elena Okopnaya por Under electric clouds |

#### Sección Oficial Arquitecturas Filmadas
| Mejor Documental      | Mención Especial                              | Mención Especial                         | Mención Especial                                   |
| --------------------- | --------------------------------------------- | ---------------------------------------- | -------------------------------------------------- |
| Blocul (Maria Salaru) | Carbuncle Town (Adam Barnett y Ann McCluskey) | Calle 17 con 7a esquina (Céline Billard) | London Reflects (Jokin Pascual y Javier Dampierre) |

## Premios del Concurso de Micrometrajes

### Ganadores
|              | Primer Premio                             | Segundo Premio                                        | Tercer Premio                                                          |
| ------------ | ----------------------------------------- | ----------------------------------------------------- | ---------------------------------------------------------------------- |
| Edición 2013 | Mi ciudad (Valentín Valdés)               | Dejadnos trabajar (Adelaida Reyero)                   | Ciudad Amurallada (Marcos Balbín, Enrique de Balbín y María Estébanez) |
| Edición 2014 | Apuntes urbanos 960 (Daniel Buccolini)    | People (Francisco Solana)                             | Look up (Benjamín Villaverde)                                          |
| Edición 2015 | Los platos rotos (Tito Montero)           | Estados de paraíso (Ana Carreño Fernández de Travanco | Multifunctional Building Fondo (Simón García)                          |
| Edición 2016 | No habrá muros para todos (Samuel García) |                                                       |                                                                        |